# Rozhovice
Rozhovice är en ort i Tjeckien.   Den ligger i regionen Pardubice, i den centrala delen av landet, 90 km öster om huvudstaden Prag. Rozhovice ligger 261 meter över havet och antalet invånare är 245.
Terrängen runt Rozhovice är platt åt nordost, men åt sydväst är den kuperad.Runt Rozhovice är det tätbefolkat, med 427 invånare per kvadratkilometer. Närmaste större samhälle är Pardubice, 9,3 km nordost om Rozhovice. Trakten runt Rozhovice består till största delen av jordbruksmark.